# Тетрацианоаурат(III) аммония
Тетрацианоаурат(III) аммония — неорганическое соединение, 
комплексная соль аммония, золота и синильной кислоты с формулой NH4[Au(CN)4],
растворяется в воде,
образует кристаллогидрат — бесцветные кристаллы.

## Получение
- Выделяется при концентрировании раствора, полученного растворением гидроксида золота в цианиде аммония:

{\displaystyle {\mathsf {AuOOH+4NH_{4}CN+H_{2}O\ {\xrightarrow {}}\ NH_{4}[Au(CN)_{4}]+3NH_{3}\cdot H_{2}O}}}

## Физические свойства
Тетрацианоаурат(III) аммония образует кристаллогидрат состава NH4[Au(CN)4] · H2O — бесцветные кристаллы.
Растворяется в воде и этаноле.